# Miamisburg
Miamisburg és una població dels Estats Units a l'estat d'Ohio. Segons el cens del 2006 tenia 19.809 habitants.

## Demografia
Segons el cens del 2000, Miamisburg tenia 19.489 habitants, 7.449 habitatges, i 5.393 famílies. La densitat de població era de 672,5 habitants per km².
Dels 7.449 habitatges en un 35% hi vivien nens de menys de 18 anys, en un 58,2% hi vivien parelles casades, en un 10,6% dones solteres, i en un 27,6% no eren unitats familiars. En el 23,3% dels habitatges hi vivien persones soles el 9,6% de les quals corresponia a persones de 65 anys o més que vivien soles. El nombre mitjà de persones vivint en cada habitatge era de 2,53 i el nombre mitjà de persones que vivien en cada família era de 3.
Per edats la població es repartia de la següent manera: un 25,9% tenia menys de 18 anys, un 7,1% entre 18 i 24, un 29,3% entre 25 i 44, un 22,4% de 45 a 60 i un 15,3% 65 anys o més.
L'edat mediana era de 38 anys. Per cada 100 dones de 18 o més anys hi havia 87,7 homes.
La renda mediana per habitatge era de 48.316 $ i la renda mediana per família de 56.996 $. Els homes tenien una renda mediana de 41.918 $ mentre que les dones 28.045 $. La renda per capita de la població era de 22.504 $. Aproximadament el 4,6% de les famílies i el 6,1% de la població estaven per davall del llindar de pobresa.

## Poblacions més properes
El següent diagrama mostra les poblacions més properes.